# Варварівська сільська рада (Новоград-Волинський район)
Варварівська сільська рада (до 1946 року — Барбарівська сільська рада) — колишня адміністративно-територіальна одиниця та орган місцевого самоврядування у Новоград-Волинському, Соколовському районах, Новоград-Волинській міській раді Волинської округи, Київської та Житомирської областей УРСР з адміністративним центром у селі Варварівка.

## Населені пункти
Сільській раді на момент ліквідації були підпорядковані населені пункти:
- с. Варварівка
- с. Лагульськ

## Населення
Кількість населення ради, станом на 1923 рік, становила 2 003 особи, кількість дворів — 322.
Кількість населення сільської ради, станом на 1924 рік, становила 2 216 осіб, з перевагою населення німецької національності.

## Історія та адміністративний устрій
Утворена 1923 року, як Барбарівська сільська рада, в складі с. Барбарівка та колоній Барбарівка, Миколаївка Друга, Миколаївка Перша, Олексіївка-Броницька Романовецької волості Новоград-Волинського повіту Волинської губернії. 7 березня 1923 року увійшла до складу новоствореного Новоград-Волинського району Житомирської (згодом — Волинська) округи. 27 жовтня 1926 року, відповідно до наказу Волинського ОВК «Про утворення нових національних селищних та сільських рад, поширення мережі українських сільрад та перейменування існуючих сільрад у національні», колонії Миколаївка Друга, Миколаївка Перша та Олексіївка-Броницька відійшли до складу новоствореної Миколаївської сільської ради Новоград-Волинського району, туди ж, 28 березня 1928 року, було передано кол. Барбарівка.
20 червня 1930 року сільську раду було передано до нещодавно створеного Соколовського німецького національного району. 15 вересня 1930 року, відповідно до постанови ВУЦВК та РНК УСРР від 2 вересня 1930 року «Про ліквідацію округ та перехід на двоступеневу систему управління», Соколовський район було ліквідовано, його територію, з Барбарівською сільською радою включно, передано до складу Новоград-Волинського району. 1 червня 1935 року, відповідно до постанови Президії ЦВК УСРР «Про порядок організації органів радянської влади в новоутворених округах», Новоград-Волинський район було ліквідовано, всі його сільські ради передано до складу Новоград-Волинської міської ради Київської області.
7 червня 1946 року, відповідно до указу Президії Верховної ради УРСР «Про збереження історичних найменувань та уточнення і впорядкування існуючих назв сільрад і населених пунктів Житомирської області», сільраду перейменовано на Варварівську через перейменування адміністративного центру на с. Варварівка.
Відповідно до інформації довідника «Українська РСР. Адміністративно-територіальний поділ», станом на 1 вересня 1946 року Варварівська сільрада входила до складу Новоград-Волинської міської ради Житомирської області, на обліку в раді перебувало с. Варварівка.
У 1954 році до складу ради передане с. Лагульск Недбаївської сільської ради Новоград-Волинської міської ради.4 червня 1958 року, відповідно указу Президії Верховної ради УРСР «Про утворення Новоград-Волинського району Житомирської області», сільська рада, разом з рештою сільрад Новоград-Волинської міської ради, увійшла до складу відновленого Новоград-Волинського району Житомирської області.
Припинила існування 30 вересня 1958 року, відповідно до рішення Житомирського облвиконкому (ЖОВК) «Про зміну адміністративно-територіального поділу Новоград-Волинського району», внаслідок об'єднання до складу Несолонської сільської ради Новоград-Волинського району Житомирської області.